# Naturschutzgebiet Oberwerrieser Mersch
Koordinaten: 51° 42′ 9″ N, 7° 54′ 11″ O

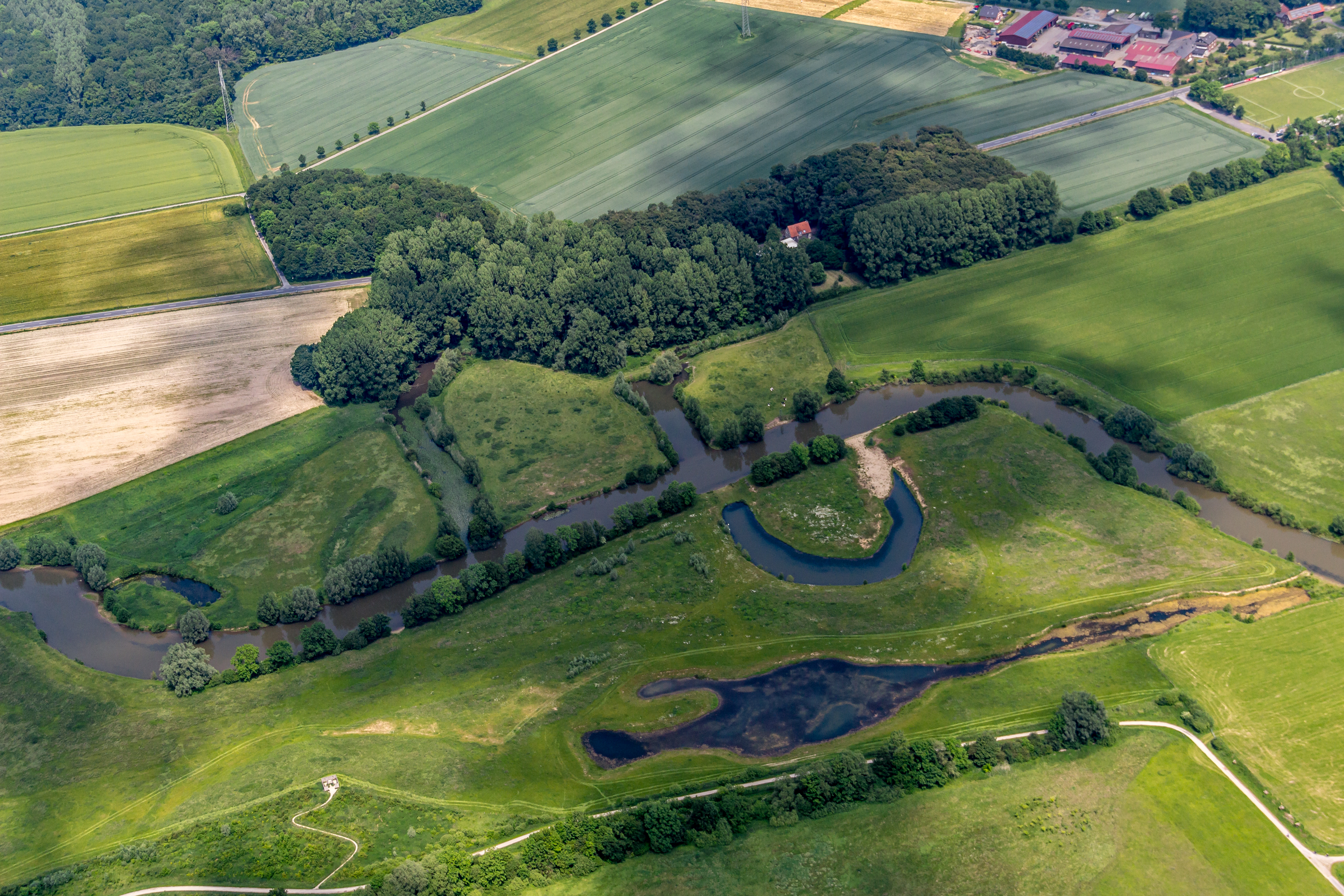
Naturschutzgebiet Oberwerrieser Mersch (Juni 2014)

Das Naturschutzgebiet Oberwerrieser Mersch liegt auf dem Gebiet der kreisfreien Stadt Hamm in Nordrhein-Westfalen.
Das rund 72,7 ha große Gebiet, das im Jahr 1995 unter der Schlüsselnummer HAM-010 unter Naturschutz gestellt wurde, erstreckt sich nordwestlich von Haaren, einem Stadtteil von Hamm. Am nördlichen Rand des Gebietes und durch das Gebiet hindurch fließt die Lippe und südlich der Datteln-Hamm-Kanal. Nordöstlich entlang der Lippe erstreckt sich das rund 35,45 ha große Naturschutzgebiet Lippeaue zwischen Dolberg und Uentrop.